# Strathmiglo
 (mai 2025).
Strathmiglo est un village situé dans le Fife, en Écosse. En 2020 la population de Strathmiglo est estimée à 870 habitants.